# Likee

Likee.

Likee (anciennement LIKE) est une application de création et de partage de courtes vidéos,, , disponible pour les systèmes d'exploitation iOS et Android. Elle est sous tutelle de Z Holdings Corporation et appartient à la société technologique singapourienne BIGO Technology,,, dont la société mère est Tencent, une société chinoise cotée à la bourse de Hong Kong,,. Le fondateur de Likee est Jason Hu, entrepreneur de Singapour, qui travaillait auparavant pour JOYY.
Les fonctionnalités de l'application incluent des effets visuels, notamment 4D Magic et Dynamic Stickers, ainsi que la prise de vue et le montage vidéo,.

## Histoire
Likee était à l'origine connu sous le nom de LIKE jusqu'à la mi-2019, date à laquelle il a été renommé et repensé.
Au deuxième trimestre de 2019, les utilisateurs actifs mensuels mobiles de Likee avaient atteint 80,7 million. Le 25 septembre 2019, le parti politique indien Aam Aadmi Party a créé un compte officiel sur Likee[pertinence contestée].
Le 30 septembre 2019, une fonction de contrôle parental a été ajoutée, permettant aux parents et tuteurs des utilisateurs de Likee de contrôler à distance ou de restreindre l'accès au contenu de l'application.
En 2017, Likee a été classée parmi les meilleures applications de divertissement de Google Play.

## Caractéristiques
L'application mobile Likee permet aux utilisateurs de créer et d'éditer facilement des vidéos courtes en utilisant une variété d'effets en réalité augmentée.

## Problèmes de confidentialité
Comme pour les autres applications de partage de vidéos, Likee a été condamnée par la communauté internationale pour des problèmes confidentialité et de contenu inapproprié. Les utilisateurs rapportent que cela pourrait exposer les enfants à des prédateurs sexuels. Pour cette raison, la fonctionnalité "Activer le contrôle parental" sur Likee permet aux parents et aux tuteurs de contrôler ou de restreindre l'accès des jeunes utilisateurs au contenu de Likee.
En juin 2020, le gouvernement indien a interdit Likee ainsi que 58 autres applications qui appartenaient à des sociétés chinoises telles que TikTok, exposant les utilisateurs à des problèmes de données et de confidentialité, et a ajouté qu'il s'agissait d'une menace pour la souveraineté et la sécurité du pays. Les tensions frontalières en 2020 entre l'Inde et la Chine et la détérioration ultérieure des relations ont contribué à cette interdiction,.